# Fritz Danild
Fritz Johan Petersen Danild (18. august 1893 i København- 10. marts 1951 på Frederiksberg i København) var en dansk atlet medlem af Ben Hur i København og deltog i terrænløbet ved OL 1912 i Stockholm og genemførte ikke individuelt og nummer 5 i holdkonkurrencen. Han er med 18 år og 331 dage Danmarks yngste OL-deltager i atletik.